# جیمز دبلیو. مک‌دیل
جیمز دبلیو. مک‌دیل (به انگلیسی: James W. McDill) سناتور سابق عضو حزب جمهوری‌خواه ایالات متحده آمریکا بود. وی در سال ۱۸۸۱ تا ۱۸۸۳ میلادی سناتور ایالت آیووا در سنای ایالات متحده آمریکا بود.